# Елеонора Австрійська
Елеоно́ра (15 листопада 1498 — 18 лютого 1558) — кастильська інфанта, королева Португалії (1518—1521), королева Франції (1530—1558). Ерцгерцогиня Австрійська. Представниця Габсбурзького дому. Народилася у Левені, Фландрія. Донька бургундського герцога Філіпа IV й кастильської королеви Хуани I. Старша сестра імператора Карла V. Третя дружина португальського короля Мануела I (з 1518). Народила від нього дітей — інфантів Карлуша і Марію. Після смерті чоловіка, за умовами договору в Камбрейського миру, стала другою дружиною французького короля Франциска I (1530). Була покровителькою митців. Безуспішно намагалася видати свою доньку Марію в шлюб з Філіпом ІІ (1549). Внаслідок смерті другого чоловіка виїхала до Кастилії. Померла у Талавері, Кастилія. Похована у Ескоріальському монастирі.

## Імена
- Елеонора (нім. і нід. Eleonore von Kastilien, італ. Eleonora d'Asburgo, фр. Éléonore de Habsbourg)
- Леонора (ісп. Leonor de Austria, порт. Leonor da Áustria)

## Діти
- Чоловік: Мануел I (1469—1521), король Португалії (1495—1521)
- Діти:
  - Син: Карлуш (1520—1521), помер немовлям
  - Донька: Марія (1521—1577), герцогиня Візеуська (1521—1577)